# Василечко Леонід Орестович
Леоні́д Оре́стович Василе́чко (нар. 1 жовтня 1960, м. Львів) — український науковець, педагог. Доктор хімічних наук (2005), професор (2008). Член союзу кристалографів України та Українського фізичного товариства, дійсний член Міжнародного центру дифракційних даних (США), стипендіат Товариства Макса Планка (Німеччина). Член спеціалізованих вчених рад по захисту докторських та кандидатських дисертацій. Член редколегії журналу «Вісник Національного університету „Львівська Політехніка“. „Електроніка“».

## Життєпис
У 1977—1982 навчався на хімічному факультеті Львівського державного університету імені Івана Франка (нині національний).
У 1982—1999 працював у Львівському науково-дослідному інституті матеріалів НВП «Карат».
У 1986—1989 навчався в заочній аспірантурі кафедри неорганічної хімії Львівського державного університету імені Івана Франка. У 1991 захистив кандидатську дисертацію;
У 1999—2002 — докторант Національного університету «Львівська Політехніка». У 2005 — захистив докторську дисертацію.
Від 2002 — провідний та головний науковий співробітник НДЦ «Кристал» Львівської політехніки, професор кафедри КЕБ.
Нині — професор кафедри напівпровідникової електроніки
Проходив наукові стажування в Інституті фізики Макса Планка (MPI CPfS, м. Дрезден, Німеччина).
Брав участь у виконанні низки спільних міжнародної наукових проектів та грантів, зокрема із Оксфордським, Гамбурзьким та Мюнхенським університетами, Технічним університетом м. Дрезден, Міжнародним центром дифракційних даних ICDD (США).

## Науковий доробок
Опублікував понад 280 наукових праць, серед яких 1 монографія та 22 винаходи з хімії і фізики твердого тіла, кристалохімії та матеріалознавства.
Підготував двох кандидатів та одного доктора наук.

### Праці
Докторська дисертація:
- Кристалохімія та фазові перетворення складних оксидів рідкісноземельних елементів зі структурою перовскиту [Текст]: дис… д-ра хім. наук: 02.00.01 / Василечко Леонід Орестович ; Національний ун-т «Львівська політехніка». — Л., 2004. — 343 арк.: рис. — арк. 244—289[2].

Основні публікації (авторські та у співавторстві:
- Vasylechko L., Pivak Ye., Senyshyn A., Savytskii D., Berkowski M., Borrmann H., Knapp M., Paulmann C.. Crystal structure and thermal expansion of PrGaO3 in the temperature range 12–1253 K. — J. Solid State Chem. 178 (2005) 270—278.
- Vashook V., Vasylechko L., Zosel J., Gruner W., Ullmann H., Guth U. Crystal Structure and Electrical Conductivity of Lanthanum-Calcium Chromites?Titanates La1-xCaxCr1-yTiyO3-d (x=0;1, y=0;1). — J. Solid State Chem. 177(10) (2004) 3784-3794.
- Senyshyn A., Oganov A. R., Vasylechko L., Ehrenberg H., Bismayer U., Berkowski M., Matkowskii A.. The crystal structure and thermal expansion of the perovskite-type Nd0.75Sm0.25GaO3: powder diffraction and lattice dynamical studies. — Journal of Physics: Condensed Matter 16 (2004) 253—265.
- Vasylechko L., Vashook V., Savytskii D., Senyshyn A., Niewa R., Knapp M., Ullmann H., Berkowski M., Matkovskii A., Bismayer U.. Crystal structure, thermal expansion and conductivity of anisotropic La1-xSrxGa1-2xMg2xO3-y (x=0.05, 0.1) single crystals. — J. Solid State Chem. 172(2) (2003) 396—411.
- Vasylechko L., Schnelle W., Burkhardt U., Ramlau R., Niewa R., Borrmann H., Hiebl K., Z. Hu and Yu. Grin. Crystal structure, magnetic behaviour and valence state of ytterbium in the Yb4Ni10xGa21-x phase. — J. All. Compd. 305(1-2) (2003) 9-16.
- Savytskii D., Vasylechko L., Senyshyn A., Matkovskii A., Bähtz C., Sanjuan M. L., Bismayer U., Berkowski M. Low-temperature structural and Raman studies on rare-earth gallates. — Phys. Rev. B68 (2003) 024101-1 — 024101-8.
- Vashook V., Vasylechko L., Zosel J., Guth U.. Synthesis, crystal structure and transport properties of La1-xCaxCr0.5Ti0.5O3-d. — Solid State Ionics 159(3-4) (2003) 279—292.
- Vasylechko L., Niewa R., Borrmann H., Knapp M., Savytskii D., Matkovski A., Bismayer U., Berkowski M. R-3c — Pbnm Phase Transition of La1-xSmxGaO3 (0<x<0.3) Perovskites and Crystal Structures of the Orthorhombic and Trigonal Phases. –Solid State Ionics 143 (2001) 219-227.
- Vasylechko L., Savytski D., Matkovski A., Berkowski M., Knapp M., Bismayer U. Room and high temperature crystal structures of La1-xNdxGaO3 (x=0.27 and 0.37) using synchrotron data. — J. All. Compd. 328(1-2) (2001) 264-271.
- Vasylechko L., Akselrud A., Morgenroth W., Bismayer U., Matkovskii A., Savytskii D. The crystal structure of NdGaO3 at 100 K and 293 K based on synchrotron data. — J. All. Compd. 297 (2000) 46-52.

## Відзнаки
- лауреат премії програми «Львів науковий» (2017)[3]